# Иван Стоянов (историк)
Вижте пояснителната страница за други личности с името Иван Стоянов.
Иван Илиев Стоянов е български историк, професор във Великотърновския университет.

## Биография
Иван Стоянов е роден на 12 февруари 1949 г. Средно образование завършва в Гимназия с преподаване на руски език „Васил Каравасилев“ в Плевен (1967), а висше със специалност история във ВТУ „Кирил и Методий“ (1971).
Трудовия си път започва като учител в ОУ „Христо Ботев“, с. Паисиево, Силистренско (1971). Преминава на научна работа в Окръжния исторически музей в Плевен (1974). От 1975 г. е преподавател в катедра „Нова и най-нова история на България“ на ВТУ „Кирил и Методий“. Владее руски и френски език. Доктор от 1983 г. и доктор на историческите науки (2002). Професор от 2004 г.  Ръководител на дипломанти по магистърски програми и докторанти.
Научните му интереси са в областта на политическата история на Българското Възраждане и първите години от развитието на Княжество България. Изследовател на живота и делото на Васил Левски и Любен Каравелов. Автор на 150 научни публикации, от които 14 монографии и учебници за студенти. През 2016 г. получава Ежегодната награда на град Карлово за популяризирането на личността на Васил Левски и родния му град.
Заместник-декан на Исторически факултет на (1989 – 1991), заместник-ректор (1991 – 1993), ректор на ВТУ „Св. св. Кирил и Методий“ (1995 – 1999) и началник на отдела за Научноизследователска дейност.
Член на Акредитационния съвет на Националната агенция за оценяване и акредитация (НАОА) от 1996 г. Председател на Постоянната комисия по обществени науки към НАОА (2000 – 2003). Председател на Постоянната комисия по хуманитарни науки и изкуства към НАОА от 2003 г. Председател на фондация „Васил Левски“ от 2013 г.
Умира на 28 април 2017 г.